# Jean Reno
Jean Reno là diễn viên người Pháp sinh ngày 30 tháng 7 năm 1948. Ông tham gia đóng phim ở cả hai hãng phim nói Pháp và Anh, ông xuất hiện không chỉ ở những bộ phim nổi tiếng do Hollywood sản xuất như The Pink Panther, Godzilla, The Da Vinci Code, Mission: Impossible và Ronin... mà còn tham gia những bộ phim của điện ảnh châu Âu như Léon và The Tiger and the Snow của Ý

## Cuộc sống cá nhân
Ngày 29 tháng 7 năm 2006, ông đã lập gia đình với nữ diễn viên Zofia Borucka tại hội trường thành phố Baux-de-Provence ở miền Nam nước Pháp. Nicolas Sarkozy, tại thời điểm đó là ứng cử viên Tổng thống Pháp, là chú rể phụ. Reno cũng ủng hộ Sarkozy trong Chiến dịch bầu cử Tổng thống Pháp 2007. Ông đã kết hôn với hai lần và có bốn người con, mỗi cuộc hôn nhân hai người con. Người vợ đầu tiên của ông là Geneviève, người mà ông đã có một con gái, Sandra (sinh năm 1978), và một con trai, Mickael (sinh năm 1980). Người vợ thứ hai của ông là người mẫu Nathalie Dyszkiewicz, người mà ông đã có một con trai, Tom (sinh 1996), và con gái một, Serena (sinh năm 1998). Ông có nhà ở Paris, Malaysia và tại Los Angeles.
Ông là một fan hâm mộ lớn của Elvis Presley và có thể bắt chước giọng nói của Elvis. Ông đã sử dụng "Cảm ơn bạn rất nhiều" ấn tượng trong một cảnh của bộ phim Godzilla khi kịch bản cần thiết để vượt qua nhân vật của ông như là một người Mỹ. Vì sự nghiệp đa năng của mình ở cả hai bộ phim ngôn ngữ bản xứ của ông Pháp, và ở Hollywood, ông được coi là 'Người Pháp Stellan Skarsgård'.

## Các phim đã tham gia

### Phim ảnh và truyền hình
| Năm  | Tựa Đề                                                                                            | Vai                                                          | Chú thích     |
| ---- | ------------------------------------------------------------------------------------------------- | ------------------------------------------------------------ | ------------- |
| 1980 | The Moroccan Stallion                                                                             |                                                              |               |
| 1982 | La Passante du Sans-Souci                                                                         |                                                              |               |
| 1983 | Le Dernier Combat                                                                                 |                                                              |               |
| 1985 | Le téléphone sonne toujours deux fois!!                                                           | Marraine 's confidence man                                   |               |
| 1985 | Subway                                                                                            | The Drummer                                                  |               |
| 1988 | Le Grand Bleu (The Big Blue)                                                                      | Enzo Molinari                                                |               |
| 1990 | L'Homme au masque d'or                                                                            | Father Victorio Gaetano                                      |               |
| 1990 | Nikita                                                                                            | Victor, nettoyeur                                            |               |
| 1991 | Loulou Graffiti                                                                                   | Pique la Lune                                                |               |
| 1991 | L'Opération Corned-Beef                                                                           | Capitaine Philippe Boulier, dit 'Le Squale'/Captain Philippe |               |
| 1992 | Kurenai no buta                                                                                   | Porco Rosso                                                  | Voice         |
| 1993 | La Vis                                                                                            | Monsieur K                                                   |               |
| 1993 | Paranoïa                                                                                          |                                                              |               |
| 1993 | Flight from Justice                                                                               | Charlie Bert                                                 | TV            |
| 1993 | Les Visiteurs                                                                                     | Godefroy de Papincourt, Comte de Montmirail                  |               |
| 1994 | Léon (The Professional)                                                                           | Leon                                                         |               |
| 1995 | Les Truffes                                                                                       | Patrick                                                      |               |
| 1995 | French Kiss                                                                                       | Inspector Jean-Paul Cardon                                   |               |
| 1995 | Al di là delle nuvole                                                                             | Carlo                                                        |               |
| 1996 | Mission: Impossible                                                                               | Franz Krieger                                                |               |
| 1996 | Le Jaguar                                                                                         | Jean Campana                                                 |               |
| 1997 | Roseanna's Grave                                                                                  | Marcello                                                     |               |
| 1997 | Un amour de sorcière                                                                              | Molok                                                        |               |
| 1997 | Les Soeurs Soleil                                                                                 | Un spectateur                                                |               |
| 1998 | Les Visiteurs II: Les Couloirs du temps                                                           | Comte Godefroy de Montmirail, dit Godefroy                   |               |
| 1998 | Godzilla                                                                                          | Philippe Roaché                                              |               |
| 1998 | Ronin                                                                                             | Vincent                                                      |               |
| 2000 | Les Rivières pourpres (Crimson Rivers)                                                            | Pierre Niemans                                               |               |
| 2001 | Just Visiting                                                                                     | Count Thibault of Malfete                                    |               |
| 2001 | Wasabi                                                                                            | Hubert Fiorentini                                            |               |
| 2002 | Décalage horaire                                                                                  | Felix                                                        |               |
| 2002 | Rollerball                                                                                        | Alexis Petrovich                                             |               |
| 2003 | Tais-toi!                                                                                         | Ruby                                                         |               |
| 2004 | Onimusha 3: Demon Siege (Capcom-based popular franchise)                                          | Character model of Jacques Blanc also a Seiyuu               |               |
| 2004 | Les Rivières pourpres II: Les anges de l'apocalypse (Crimson Rivers II: Angels of the Apocalypse) | Commissaire Niemans                                          |               |
| 2004 | Hotel Rwanda                                                                                      | Mr. Tillens (uncredited)                                     |               |
| 2004 | L'Enquête Corse                                                                                   | Ange Leoni                                                   |               |
| 2005 | L'Empire des loups (Empire of the Wolves)                                                         | Jean-Louis Schiffer                                          |               |
| 2005 | The Tiger and the Snow                                                                            | Fuad                                                         |               |
| 2006 | The Pink Panther                                                                                  | Gilbert Ponton                                               |               |
| 2006 | Flyboys                                                                                           | Captain Thenault                                             |               |
| 2006 | The Da Vinci Code                                                                                 | Captain Bezu Fache                                           |               |
| 2006 | Flushed Away                                                                                      | Le Frog                                                      | voice         |
| 2008 | Ca$h                                                                                              | Maxime - Dubreuil                                            |               |
| 2009 | The Pink Panther 2                                                                                | Gilbert Ponton                                               |               |
| 2009 | Le Premier Cercle                                                                                 | Milo Malakian                                                |               |
| 2009 | Margaret                                                                                          | Ramon                                                        | chờ phát hành |
| 2009 | Armored                                                                                           | Quinn                                                        | chờ phát hành |
| TBA  | Couples Retreat                                                                                   | đang quay                                                    |               |